# Relaciones Angola-Argentina
Las relaciones Angola-Argentina hace referencia a las relaciones diplomáticas entre la República de Angola y la República Argentina. Ambas naciones son miembros del Grupo de los 77 y las Naciones Unidas.

## Historia
Durante el Comercio atlántico de esclavos; Portugal y España transportaron a varios esclavos africanos de Angola a Brasil, y luego fueron llevados a la Argentina. En noviembre de 1975, Angola obtuvo su independencia de Portugal. En septiembre de 1977, Argentina reconoció su independencia y estableció relaciones diplomáticas con Angola.
Poco después de ganar la independencia, Angola entró en una guerra civil que duró hasta el 2002. En 1985, el ministro de Relaciones Exteriores argentino, Dante Caputo, visitó Angola. En mayo de 2005, el presidente de Angola, José Eduardo dos Santos, realizó una visita oficial a la Argentina. En mayo de 2012, la Presidenta argentina, Cristina Fernández de Kirchner, realizó una visita oficial a Angola.
En 2013, el ministro de Relaciones Exteriores de Angola, Georges Rebelo Chikoti, visitó la Argentina y se reunió con su homólogo, Héctor Timerman. Durante la visita, ambos cancilleres mantuvieron una reunión en el marco de los mecanismos de consulta política y discutieron las actuales relaciones bilaterales entre ambas naciones.

## Visitas de alto nivel
Visitas de alto nivel de Angola a la Argentina

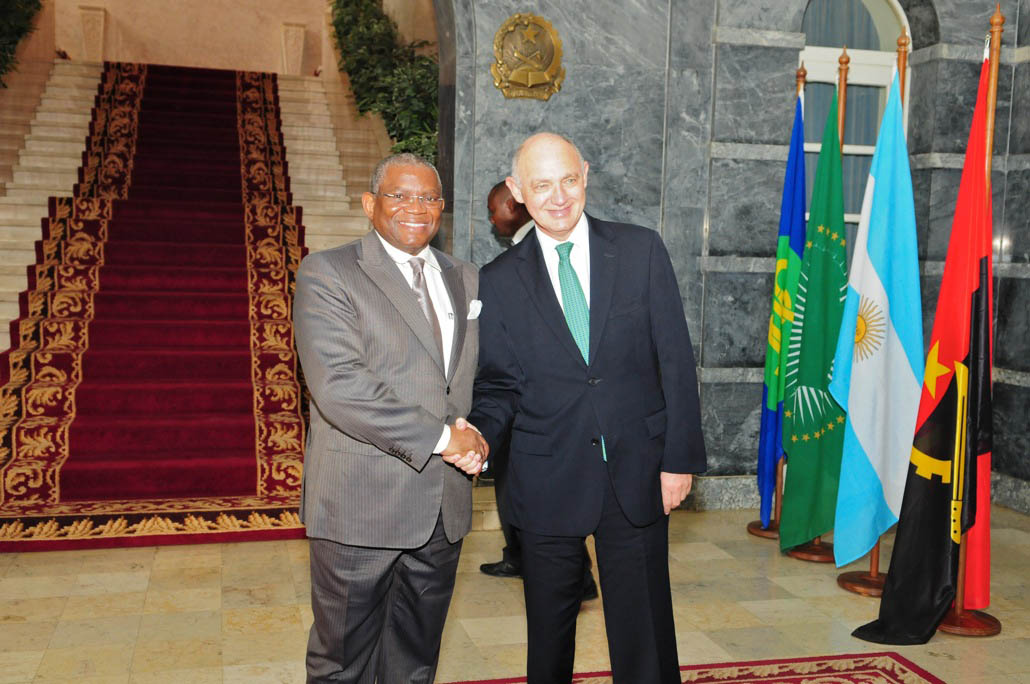
Ministro angoleño de Relaciones Exteriores Georges Rebelo Chikoti y el ministro argentino de Relaciones Exteriores Héctor Timerman en Luanda; marzo de 2012.

- Presidente José Eduardo dos Santos (2005)
- Secretario de Estado de Relaciones Exteriores Rui Mangueira (2011)
- Ministro de Relaciones Exteriores Georges Rebelo Chikoti (2013)
- Suministro de Relaciones Exteriores Manuel Domingos Augusto (2015)

Visitas de alto nivel de la Argentina a Angola
- Ministro de Relaciones Exteriores Dante Caputo (1985, 1988)
- Ministro de Relaciones Exteriores Héctor Timerman (2012)
- Presidenta Cristina Fernández de Kirchner (2012)

## Acuerdos bilaterales
Ambas naciones han firmado algunos acuerdos bilaterales, como un Acuerdo sobre comercio (1983); Acuerdo de Cooperación Económica, Técnica, Científica y Cultural (1998); Memorando de entendimiento en Materia Agropecuaria (2004); Acuerdo relativo a Consultas sobre Asuntos de Interés Común (2005); Acuerdo de Cooperación Económica y Comercial (2005); Acuerdo de Cooperación en Agricultura y Ganadería (2005); y un Acuerdo para la Eliminación de Visas en Titulares de Pasaportes Diplomáticos y de Servicio (2012).

## Misiones diplomáticas residentes
- Angola tiene una embajada en Buenos Aires.
- Argentina tiene una embajada en Luanda.[7]